# .cd
.cd (República Democrática do Congo)  é o código TLD (ccTLD) na Internet para a República Democrática do Congo.